# Liste der Baudenkmale in Lauenau
In der Liste der Baudenkmale in Lauenau sind die Baudenkmale der niedersächsischen Gemeinde Lauenau und ihrer Ortsteile aufgelistet. Die Quelle der Baudenkmale ist der Denkmalatlas Niedersachsen. Der Stand der Liste ist der 24. April 2020.

## Allgemein
In den Spalten befinden sich folgende Informationen:
- Lage: die Adresse des Baudenkmales und die geographischen Koordinaten. Kartenansicht, um Koordinaten zu setzen. In der Kartenansicht sind Baudenkmale ohne Koordinaten mit einem roten Marker dargestellt und können in der Karte gesetzt werden. Baudenkmale ohne Bild sind mit einem blauen Marker gekennzeichnet, Baudenkmale mit Bild mit einem grünen Marker.
- Bezeichnung: Bezeichnung des Baudenkmales
- Beschreibung: die Beschreibung des Baudenkmales. Unter § 3 Abs. 2 NDSchG werden Einzeldenkmale und unter § 3 Abs. 3 NDSchG Gruppen baulicher Anlagen und deren Bestandteile ausgewiesen.
- ID: die Objekt-ID des Baudenkmales
- Bild: ein Bild des Baudenkmales, ggf. zusätzlich mit einem Link zu weiteren Fotos des Baudenkmals im Medienarchiv Wikimedia Commons. Wenn man auf das Kamerasymbol klickt, können Fotos zu Baudenkmalen aus dieser Liste hochgeladen werden:

## Baudenkmale nach Ortsteilen

### Blumenhagen
| Lage                                                      | Bezeichnung      | Beschreibung            | ID       | Bild           |
| --------------------------------------------------------- | ---------------- | ----------------------- | -------- | -------------- |
| Blumenhagen, Lauenau, Flecken 52° 16′ 11″ N, 9° 24′ 25″ O | Brücke (Bauwerk) |                         | 36240081 | BW             |
| Blumenhagen, Lauenau, Flecken 52° 16′ 11″ N, 9° 24′ 27″ O | Vorwerk          | „Forsthaus Blumenhagen“ | 36240100 | BW             |
| Blumenhagen, Lauenau, Flecken 52° 16′ 11″ N, 9° 24′ 25″ O | Hofpflasterung   |                         | 36241439 | BW             |
| Deister, Lauenau, Flecken 52° 17′ 30″ N, 9° 24′ 49″ O     | Grenzstein       | Grenzstein Nr. 2        | 36240564 | BW             |
| Deister, Lauenau, Flecken 52° 16′ 48″ N, 9° 25′ 34″ O     | Grenzstein       | Grenzstein Nr. 10       | 36240586 | Weitere Bilder |
| Deister, Lauenau, Flecken 52° 16′ 36″ N, 9° 26′ 7″ O      | Grenzstein       | Grenzstein Nr. 13       | 36240608 | Weitere Bilder |

### Feggendorf
| Lage                                                          | Bezeichnung                                                             | Beschreibung        | ID       | Bild           |
| ------------------------------------------------------------- | ----------------------------------------------------------------------- | ------------------- | -------- | -------------- |
| Am Brink 10, Lauenau, Flecken 52° 17′ 10″ N, 9° 22′ 49″ O     | Wohn-/Wirtschaftsgebäude                                                |                     | 36241256 |                |
| Deisterstraße, Lauenau, Flecken 52° 17′ 2″ N, 9° 22′ 51″ O    | Kriegerdenkmal                                                          |                     | 36240120 |                |
| Deisterstraße 10, Lauenau, Flecken 52° 17′ 6″ N, 9° 22′ 55″ O | Wohn-/Wirtschaftsgebäude                                                |                     | 36240160 |                |
| Lauenau, Flecken 52° 17′ 2″ N, 9° 23′ 16″ O                   | Hofanlage Lachdorf 4                                                    | Baudenkmalgruppe    | 36216429 |                |
| Lachdorf 4, Lauenau, Flecken 52° 17′ 2″ N, 9° 23′ 16″ O       | Scheune. (Baudenkmalgruppe: Hofanlage Lachdorf 4)                       |                     | 36241797 |                |
| Lachdorf 4, Lauenau, Flecken 52° 17′ 2″ N, 9° 23′ 15″ O       | Stallanbau. (Baudenkmalgruppe: Hofanlage Lachdorf 4)                    |                     | 36241671 |                |
| Lachdorf 4, Lauenau, Flecken 52° 17′ 2″ N, 9° 23′ 15″ O       | Wohn-/Wirtschaftsgebäude. (Baudenkmalgruppe: Hofanlage Lachdorf 4)      |                     | 36240179 |                |
| Lachdorf 4, Lauenau, Flecken 52° 17′ 1″ N, 9° 23′ 16″ O       | Wirtschaftsgebäude. (Baudenkmalgruppe: Hofanlage Lachdorf 4)            |                     | 36241923 |                |
| Lachdorf 5, Lauenau, Flecken 52° 17′ 1″ N, 9° 23′ 21″ O       | Wohnhaus                                                                |                     | 36241232 |                |
| Lauenau, Flecken 52° 17′ 0″ N, 9° 23′ 18″ O                   | Hofanlagen Lachdorf 6,8,10                                              | Baudenkmalgruppe    | 39514769 |                |
| Lachdorf 6, Lauenau, Flecken 52° 17′ 1″ N, 9° 23′ 16″ O       | Wohnhaus. (Baudenkmalgruppe: Hofanlage Lachdorf 6,8,10)                 |                     | 36241650 |                |
| Lachdorf 8, Lauenau, Flecken 52° 17′ 0″ N, 9° 23′ 16″ O       | Wohnhaus. (Baudenkmalgruppe: Hofanlage Lachdorf 6,8,10)                 |                     | 36240221 |                |
| Lachdorf 10, Lauenau, Flecken 52° 17′ 0″ N, 9° 23′ 18″ O      | Scheune. (Baudenkmalgruppe: Hofanlage Lachdorf 6,8,10)                  |                     | 36241734 |                |
| Lachdorf 10, Lauenau, Flecken 52° 17′ 0″ N, 9° 23′ 19″ O      | Wohn-/Wirtschaftsgebäude. (Baudenkmalgruppe: Hofanlage Lachdorf 6,8,10) |                     | 36241608 |                |
| Weißer Weg, Lauenau, Flecken 52° 17′ 29″ N, 9° 24′ 35″ O      | Stollenmundloch                                                         | Feggendorfer Stolln | 36240272 | Weitere Bilder |
| Weißer Weg, Lauenau, Flecken 52° 17′ 28″ N, 9° 24′ 22″ O      | Bremsbahn                                                               |                     | 36241400 |                |

### Lauenau
| Lage                                                                             | Bezeichnung                                                                   | Beschreibung                     | ID       | Bild           |
| -------------------------------------------------------------------------------- | ----------------------------------------------------------------------------- | -------------------------------- | -------- | -------------- |
| östl. des Ortes, Lauenau, Flecken 52° 16′ 30″ N, 9° 23′ 25″ O                    | Gedenkstätte                                                                  | Kriegerdenkmal                   | 36241012 |                |
| Ahornweg 6, Lauenau, Flecken 52° 16′ 33″ N, 9° 21′ 39″ O                         | Kapelle (Bauwerk)                                                             | Friedhofskapelle                 | 36240322 |                |
| Lauenau, Flecken 52° 16′ 27″ N, 9° 21′ 52″ O                                     | Schlossanlage                                                                 | Baudenkmalgruppe Schloss Lauenau | 46861327 | Weitere Bilder |
| Lauenau, Flecken 52° 16′ 27″ N, 9° 21′ 50″ O                                     | Innenhof. (Baudenkmalgruppe: Schlossanlage)                                   |                                  | 46861475 | BW             |
| Lauenau, Flecken 52° 16′ 27″ N, 9° 21′ 50″ O                                     | Schloss (Bauwerk). (Baudenkmalgruppe: Schlossanlage)                          | Wasserschloss Lauenau            | 36240424 | Weitere Bilder |
| Lauenau, Flecken 52° 16′ 28″ N, 9° 21′ 49″ O                                     | Wassergraben. (Baudenkmalgruppe: Schlossanlage)                               | Innerer Wasserring um die Burg   | 46861436 | BW             |
| Lauenau, Flecken 52° 16′ 27″ N, 9° 21′ 51″ O                                     | Brücke (Bauwerk). (Baudenkmalgruppe: Schlossanlage)                           |                                  | 46861383 | BW             |
| Lauenau, Flecken 52° 16′ 28″ N, 9° 21′ 52″ O                                     | Mauer. (Baudenkmalgruppe: Schlossanlage)                                      | Außenmauer des Wassergrabens     | 46861404 | BW             |
| Am Amtsgraben 4, Lauenau, Flecken 52° 16′ 28″ N, 9° 21′ 55″ O                    | Scheune. (Baudenkmalgruppe: Schlossanlage)                                    | Bruchsteinscheune                | 36240403 | BW             |
| Am Amtsgraben 4, Lauenau, Flecken 52° 16′ 28″ N, 9° 21′ 56″ O                    | Pflasterung. (Baudenkmalgruppe: Schlossanlage)                                | Bruchsteinscheune                | 36241506 | BW             |
| Am Amtsgraben 2, Lauenau, Flecken 52° 16′ 27″ N, 9° 21′ 57″ O                    | Amtshaus. (Baudenkmalgruppe: Schlossanlage)                                   | Amt Lauenau                      | 36240342 |                |
| Am Amtsgraben 2, Lauenau, Flecken 52° 16′ 26″ N, 9° 21′ 56″ O                    | Nebengebäude. (Baudenkmalgruppe: Schlossanlage)                               |                                  | 36240364 | BW             |
| Am Amtsgraben 4, Lauenau, Flecken 52° 16′ 28″ N, 9° 21′ 48″ O                    | Graft. (Baudenkmalgruppe: Schlossanlage)                                      |                                  | 36241526 | BW             |
| Am Amtsgraben 4, Lauenau, Flecken 52° 16′ 27″ N, 9° 21′ 57″ O                    | Brücke (Bauwerk). (Baudenkmalgruppe: Schlossanlage)                           |                                  | 36240383 | BW             |
| Am Rundteil 9, Lauenau, Flecken 52° 16′ 29″ N, 9° 22′ 4″ O                       | Einfahrtstor                                                                  | Schloss Schwedesdorf             | 36241546 |                |
| Am Rundteil 9, Lauenau, Flecken 52° 16′ 30″ N, 9° 22′ 0″ O                       | Herrenhaus (Bauwerk)                                                          | Schloss Schwedesdorf             | 36240445 | Weitere Bilder |
| Am Rundteil 9, Lauenau, Flecken 52° 16′ 31″ N, 9° 21′ 59″ O                      | Park                                                                          | Schloss Schwedesdorf             | 36241419 |                |
| Am Rundteil 11, Lauenau, Flecken 52° 16′ 29″ N, 9° 22′ 5″ O                      | Wohnhaus                                                                      | Heimatmuseum                     | 36240466 |                |
| Apelerner Straße 12, Lauenau, Flecken 52° 16′ 40″ N, 9° 21′ 23″ O                | Wohnhaus                                                                      | Arbeiterwohnhaus                 | 36240485 | BW             |
| Lauenau, Flecken 52° 16′ 22″ N, 9° 22′ 11″ O                                     | ehemalige Hofanlage Carl-Sasse-Str. 2                                         | Baudenkmalgruppe                 | 36216328 | BW             |
| Carl-Sasse-Straße 2, Lauenau, Flecken 52° 16′ 22″ N, 9° 22′ 11″ O                | Wohnhaus. (Baudenkmalgruppe: ehem. Hofanlage Carl-Sasse-Str. 2)               |                                  | 36241587 |                |
| Carl-Sasse-Straße 2, Lauenau, Flecken 52° 16′ 22″ N, 9° 22′ 12″ O                | Nebengebäude. (Baudenkmalgruppe: ehem. Hofanlage Carl-Sasse-Str. 2)           |                                  | 36241713 |                |
| Coppenbrügger Landstraße 3, Lauenau, Flecken 52° 16′ 26″ N, 9° 22′ 7″ O          | Wohn-/Geschäftshaus                                                           |                                  | 36240526 |                |
| Coppenbrügger Landstraße 8, Lauenau, Flecken 52° 16′ 25″ N, 9° 22′ 6″ O          | Wohn-/Geschäftshaus                                                           |                                  | 36240545 |                |
| Im Mühlenwinkel 6, Lauenau, Flecken 52° 16′ 29″ N, 9° 21′ 58″ O                  | Wohn-/Wirtschaftsgebäude                                                      |                                  | 36240630 | BW             |
| Lauenau, Flecken 52° 16′ 33″ N, 9° 21′ 54″ O                                     | Jüdischer Friedhof, Lauenau                                                   | Baudenkmalgruppe                 | 36216443 | Weitere Bilder |
| Karl-Parasius-Weg, Lauenau, Flecken 52° 16′ 33″ N, 9° 21′ 54″ O                  | Friedhof. (Baudenkmalgruppe: Jüdischer Friedhof, Lauenau)                     | Jüdischer Friedhof               | 36240294 |                |
| Lauenau, Flecken 52° 16′ 23″ N, 9° 22′ 6″ O                                      | Ev. Pfarrkirche Kirchstraße 3                                                 | Baudenkmalgruppe                 | 36216342 | Weitere Bilder |
| Kirchstraße 3, Lauenau, Flecken 52° 16′ 23″ N, 9° 22′ 7″ O                       | Kirche (Bauwerk). (Baudenkmalgruppe: Ev. Pfarrkirche Kirchstraße 3)           | St.-Lukas-Kirche Lauenau         | 36240649 |                |
| Kirchstraße 3, Lauenau, Flecken 52° 16′ 23″ N, 9° 22′ 5″ O                       | Pfarrhaus. (Baudenkmalgruppe: Ev. Pfarrkirche Kirchstraße 3)                  |                                  | 36240671 | BW             |
| Lange Straße 6, Lauenau, Flecken 52° 16′ 24″ N, 9° 22′ 1″ O                      | Wohn-/Wirtschaftsgebäude                                                      |                                  | 36240711 |                |
| Lange Straße 8, Lauenau, Flecken 52° 16′ 24″ N, 9° 22′ 1″ O                      | Wohn-/Wirtschaftsgebäude                                                      |                                  | 36240730 |                |
| Lauenau, Flecken 52° 16′ 22″ N, 9° 21′ 57″ O                                     | Herrenhaus von Meysenbug                                                      | Baudenkmalgruppe                 | 36216356 | Weitere Bilder |
| Lange Straße 10, Lauenau, Flecken 52° 16′ 22″ N, 9° 21′ 57″ O                    | Herrenhaus (Bauwerk). (Baudenkmalgruppe: Herrenhaus von Meysenbug)            | Herrenhaus von Meysenbug         | 36240749 |                |
| Lange Straße 10, Lauenau, Flecken 52° 16′ 24″ N, 9° 22′ 1″ O                     | Scheune/Speicher. (Baudenkmalgruppe: Herrenhaus von Meysenbug)                | Herrenhaus von Meysenbug         | 36241186 |                |
| Lange Straße 10, Lauenau, Flecken 52° 16′ 22″ N, 9° 21′ 58″ O                    | Verwalterhaus. (Baudenkmalgruppe: Herrenhaus von Meysenbug)                   | Herrenhaus von Meysenbug         | 36241163 | BW             |
| Lange Straße 10, Lauenau, Flecken 52° 16′ 22″ N, 9° 21′ 53″ O                    | Garten. (Baudenkmalgruppe: Herrenhaus von Meysenbug)                          | Herrenhaus von Meysenbug         | 36241209 | BW             |
| Lange Straße 13, Lauenau, Flecken 52° 16′ 23″ N, 9° 22′ 3″ O                     | Wohn-/Wirtschaftsgebäude                                                      |                                  | 36240776 | BW             |
| zwischen Lübbersen Nr. 1 und Nr. 2, Lauenau, Flecken 52° 16′ 56″ N, 9° 21′ 29″ O | Brücke (Bauwerk)                                                              | Brücke über die Rodenberger Aue  | 36241139 | BW             |
| Lübbersen 2, Lauenau, Flecken 52° 16′ 55″ N, 9° 21′ 32″ O                        | Wohnhaus                                                                      |                                  | 36241120 | BW             |
| Marktstraße 1, Lauenau, Flecken 52° 16′ 26″ N, 9° 22′ 5″ O                       | Wohn-/Wirtschaftsgebäude                                                      |                                  | 36240796 |                |
| Marktstraße 3, Lauenau, Flecken 52° 16′ 27″ N, 9° 22′ 4″ O                       | Wohn-/Geschäftshaus                                                           |                                  | 36240815 |                |
| Lauenau, Flecken 52° 16′ 27″ N, 9° 22′ 1″ O                                      | Wohnhäuser Marktstraße 4 - 18                                                 | Baudenkmalgruppe                 | 36216371 |                |
| Am Rundteil 9, 9a, Lauenau, Flecken 52° 16′ 26″ N, 9° 21′ 59″ O                  | Mauer. (Baudenkmalgruppe: Wohnhäuser Marktstraße 4 - 18)                      |                                  | 38083201 |                |
| Marktstraße 4, Lauenau, Flecken 52° 16′ 27″ N, 9° 22′ 4″ O                       | Wohn-/Geschäftshaus. (Baudenkmalgruppe: Wohnhäuser Marktstraße 4 - 18)        |                                  | 36240834 |                |
| Marktstraße 6/8, Lauenau, Flecken 52° 16′ 28″ N, 9° 22′ 3″ O                     | Wohn-/Wirtschaftsgebäude. (Baudenkmalgruppe: Wohnhäuser Marktstraße 4 - 18)   |                                  | 36240855 |                |
| Marktstraße 10, Lauenau, Flecken 52° 16′ 27″ N, 9° 22′ 3″ O                      | Wohnhaus. (Baudenkmalgruppe: Wohnhäuser Marktstraße 4 - 18)                   |                                  | 36240876 |                |
| Marktstraße 12, Lauenau, Flecken 52° 16′ 27″ N, 9° 22′ 2″ O                      | Wohn-/Geschäftshaus. (Baudenkmalgruppe: Wohnhäuser Marktstraße 4 - 18)        |                                  | 36240927 |                |
| Marktstraße 14, Lauenau, Flecken 52° 16′ 27″ N, 9° 22′ 1″ O                      | Wohnhaus. (Baudenkmalgruppe: Wohnhäuser Marktstraße 4 - 18)                   |                                  | 36240949 |                |
| Marktstraße 16, Lauenau, Flecken 52° 16′ 27″ N, 9° 22′ 0″ O                      | Rathaus. (Baudenkmalgruppe: Wohnhäuser Marktstraße 4 - 18)                    |                                  | 36240970 | Weitere Bilder |
| Marktstraße 18, Lauenau, Flecken 52° 16′ 27″ N, 9° 21′ 59″ O                     | Gasthaus. (Baudenkmalgruppe: Wohnhäuser Marktstraße 4 - 18)                   |                                  | 36240991 |                |
| Lauenau, Flecken 52° 16′ 26″ N, 9° 22′ 0″ O                                      | Hofanlage Marktstraße 11                                                      | Baudenkmalgruppe                 | 36216385 |                |
| Marktstraße 11, Lauenau, Flecken 52° 16′ 26″ N, 9° 22′ 0″ O                      | Scheune. (Baudenkmalgruppe: Hofanlage Marktstraße 11)                         |                                  | 36241692 |                |
| Marktstraße 11, Lauenau, Flecken 52° 16′ 26″ N, 9° 21′ 59″ O                     | Wohnhaus. (Baudenkmalgruppe: Hofanlage Marktstraße 11)                        | ehemaliges Amtsschreiberwohnhaus | 36241566 |                |
| Lauenau, Flecken 52° 16′ 33″ N, 9° 22′ 4″ O                                      | Amtsgericht,ehem., Rodenberger Str.                                           | Baudenkmalgruppe                 | 36216399 | BW             |
| Rodenberger Straße 5, Lauenau, Flecken 52° 16′ 32″ N, 9° 22′ 7″ O                | Gerichtsgebäude. (Baudenkmalgruppe: Amtsgericht,ehem., Rodenberger Str.)      | ehemaliges Amtsgericht           | 36241034 |                |
| Rodenberger Straße 7, Lauenau, Flecken 52° 16′ 34″ N, 9° 22′ 7″ O                | Amtsrichterwohnhaus. (Baudenkmalgruppe: Amtsgericht,ehem., Rodenberger Str.)  |                                  | 36241056 |                |
| Rodenberger Straße 7, Lauenau, Flecken 52° 16′ 34″ N, 9° 22′ 5″ O                | Fachwerknebengebäude. (Baudenkmalgruppe: Amtsgericht,ehem., Rodenberger Str.) |                                  | 36241077 | BW             |
| Rodenberger Straße 7, Lauenau, Flecken 52° 16′ 33″ N, 9° 22′ 5″ O                | Nebengebäude. (Baudenkmalgruppe: Amtsgericht,ehem., Rodenberger Str.)         | Bruchsteinmauerwerknebengebäude  | 36241098 | BW             |